# Більське князівство
Більське князівство (біл. Бельскае княства) — удільне руське князівство у складі Великого князівства Литовського, а згодом Московського з центром у місті Біла.

## Історія
До XIV століття Білська земля була частиною Смоленського князівства.
Під 1359 роком у літописах міститься звістка про похід смоленців на Білу, тому ймовірно Більська земля була захоплена литовцями ще в 1356 році, коли син сіжського князя, Іван разом з литовськими силами захопив Ржев.
На початку XV ст. великий князь литовський Вітовт віддав Більське князівство сину київського князя Володимира Ольгердовича, Івану, нащадки якого правили князівством і пізніше стали іменуватись Більськими.
До складу князівства входили землі у верхів'ях ріки Межа, та вздовж її лівих приток Берези, Обші та Лучосі. Ряд волостей (Старцава, Рожна і Бібілава) перебували у спільному володінні Більського князівства і Торопецького повіту Смоленської землі.
У військово-адміністративному плані Більське князівство було підпорядковане, як і раніше, Смоленську, і разом з іншими дрібними князівствами утворювало своєрідний буфер на кордонах з Московією.
У 1499 Більський князь Семен Іванович разом з уділом перейшов на службу до великого князя московського Василія ІІІ, що стало однією з причин Литовсько-Московської війни (1500—1503). За результатами конфлікту Більське князівство остаточно залишилось під владою Москви.
Після смерті Семена Івановича близько 1522 року князівство відійшло до володінь великого князя московського. Потомки його брата Федора отримали володіння на Середній Волзі та не претендували на Більську землю.

## Князі
- Іван Володимирович бл. 1420 — бл. 1450
- Іван Іванович Більський (Старший) бл. 1450 — до 1476
- Федір Іванович Більський до 1476—1481
- Семен Іванович Більський 1481 — до 1522